# Chasseneuil-sur-Bonnieure
Chasseneuil-sur-Bonnieure település Franciaországban, Charente megyében. Lakosainak száma 3103 fő (2022. január 1.). Chasseneuil-sur-Bonnieure Cellefrouin, Lussac, Les Pins, Saint-Adjutory, Suaux, Taponnat-Fleurignac, Vitrac-Saint-Vincent és Saint-Mary községekkel határos.

## Népesség
A település népességének változása:
| Lakosok száma | 2790 | 2903 | 2791 | 2894 | 3042 | 3036 | 3046 | 3083 | 3100 | 3103 |
|               | 1968 | 1982 | 1990 | 2006 | 2013 | 2015 | 2017 | 2019 | 2020 | 2022 |